# Pasažieru Vilciens

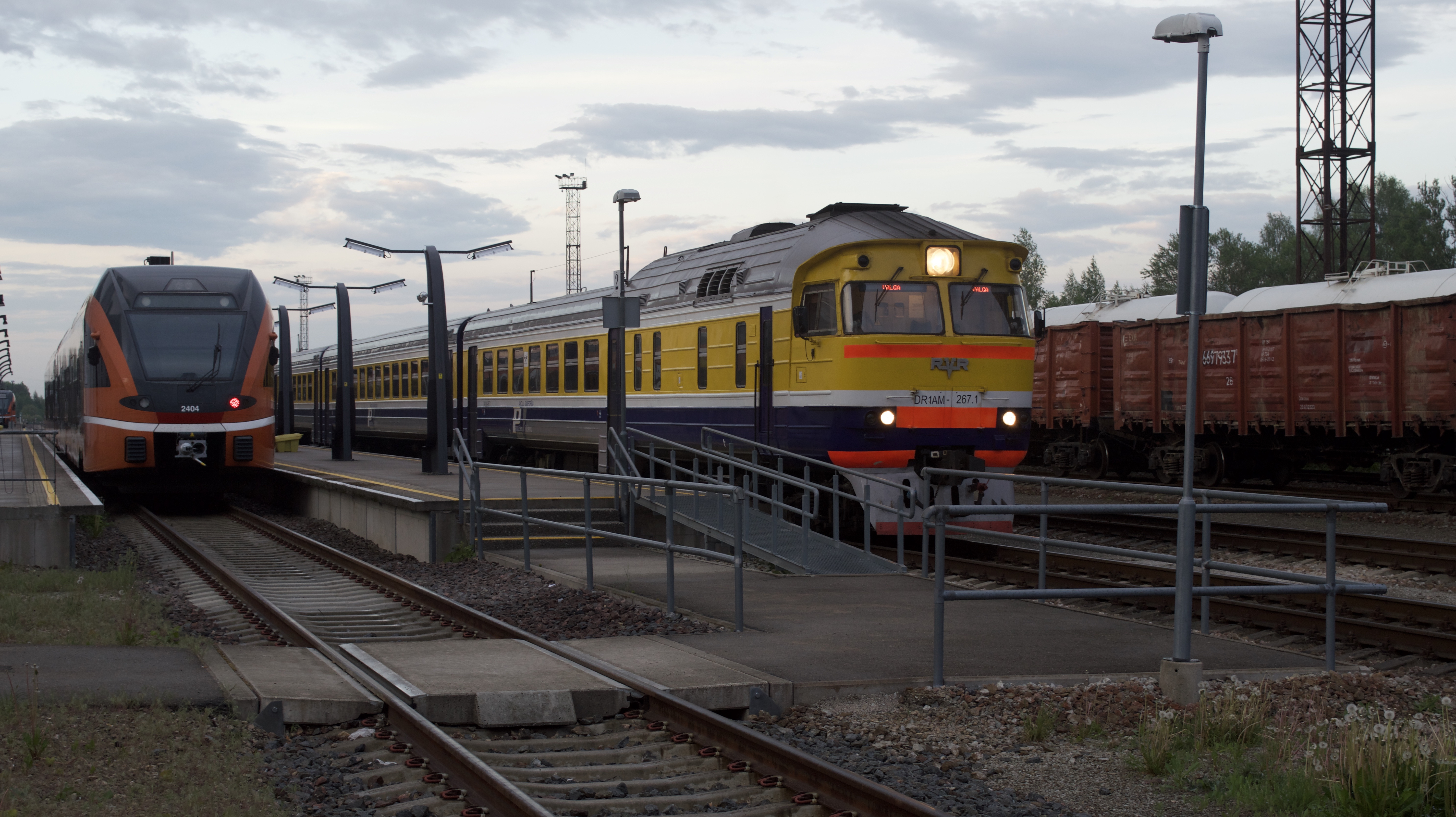
Rechts ein Triebwagen DR1AM der PV in der estnischen Grenzstadt Valga

Die AS Pasažieru Vilciens (PV) ist ein lettisches Eisenbahnunternehmen mit Sitz in Riga. Es befindet sich vollständig in Staatsbesitz und betreibt Schienenpersonennahverkehr.

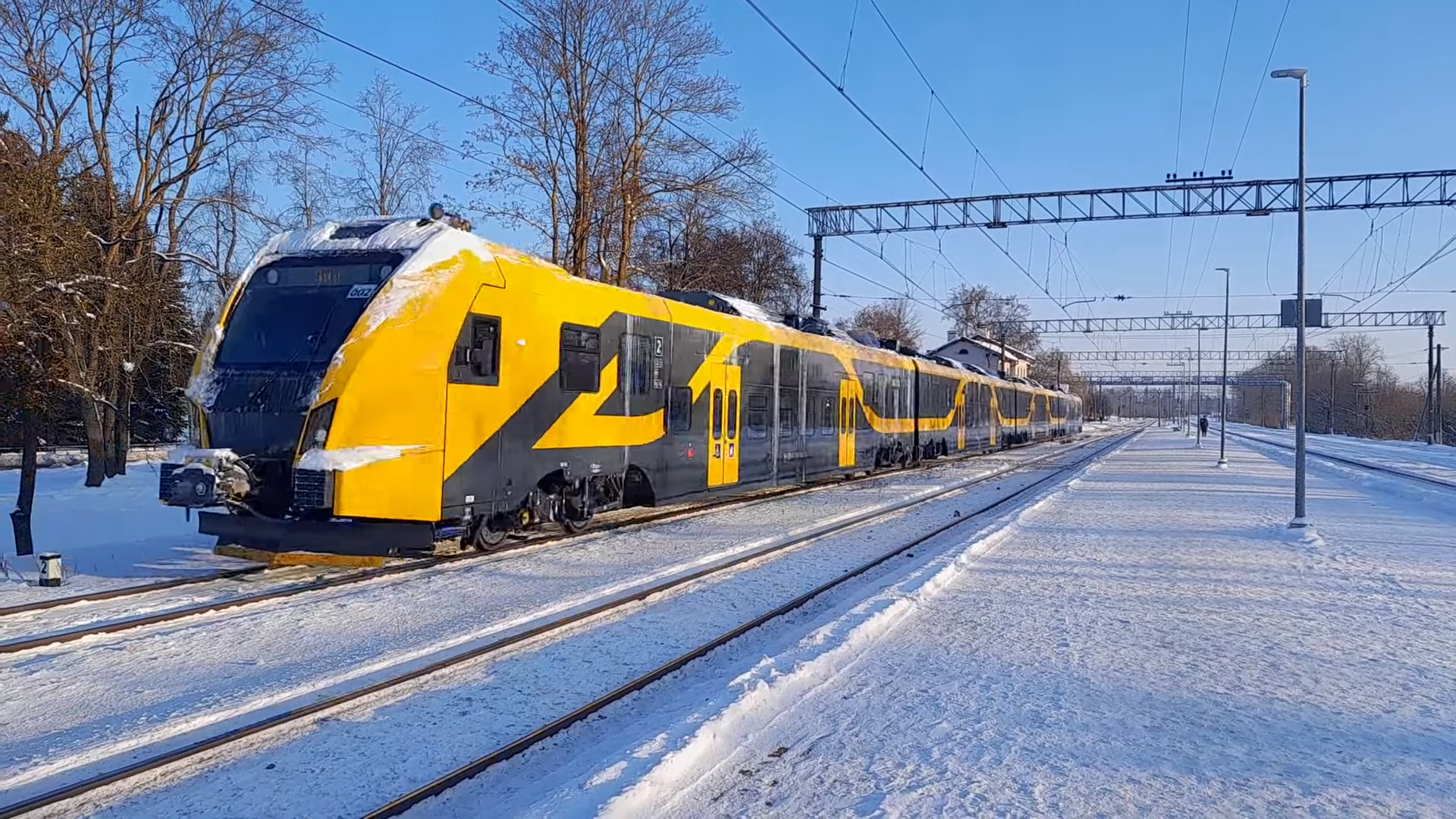
Ein Škoda-Zug

PV wurde 2001 als Tochterunternehmen der LDz gegründet und ist seit 2008 unabhängig. Das Unternehmen hat knapp 1000 Mitarbeiter. Seit Ende 2023 betreibt Pasažieru Vilciens den Schienenpersonennahverkehr in Lettland unter dem Namen Vivi.

## Liniennetz
Auf folgenden Strecken verkehren elektrisch betriebene Züge:
- Riga - Aizkraukle
- Riga – Jelgava
- Riga – Skulte
- Riga – Tukums

Auf folgenden Strecken verkehren mit Diesel betriebene Züge:
- Riga – Krustpils – Daugavpils – Krāslava – Indra
- Riga – Madona – Gulbene
- Riga – Sigulda – Valmiera – Lugaži – Valga (dort Anschluss an die Bahnstrecke Tartu–Valga).
- Riga – Rezekne – Zilupe

## Fahrzeuge
Es kommen Triebwagen der Baureihen ER2 und DR1 in modernisierter Form zum Einsatz. Diese wurden in der Rigaer Waggonfabrik (Lettische Sozialistische Sowjetrepublik) gebaut.
Eine Ausschreibung über acht sechsteilige Dieseltriebzüge im Jahr 2020 wurde wegen fehlender Finanzierung ergebnislos beendet. 2019 wurden 32 elektrische Triebzüge des Typs 16Ev (ähnlich Bautyp Škoda 7Ev) bestellt. Diese werden bis Mitte 2024 ausgeliefert.